# 森本一雄

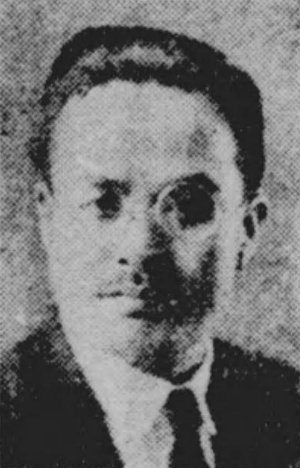
森本一雄

森本 一雄（もりもと かずお、1887年〈明治20年〉4月15日 - 1938年〈昭和13年〉11月7日）は、日本の衆議院議員（国民同志会）。初代敦賀市長。

## 経歴
兵庫県出身。1915年（大正4年）、早稲田大学政治経済科を卒業。翌年より衆議院議員尾崎行雄の秘書となった。1923年（大正12年）、鐘淵紡績社長武藤山治が実業同志会を結成すると、理事兼会長秘書役を務めた。
1930年（昭和5年）、第17回衆議院議員総選挙に実業同志会の後身の国民同志会から出馬し、当選を果たした。
その後、福井県敦賀郡敦賀町の町長を務め、1937年（昭和12年）に敦賀町が市制を施行すると、初代敦賀市長に就任した。翌年、在職中に死去。

## 森本を演じた俳優
- 宇野祥平『菊とギロチン』（2018年、映画）